# 穆斯塔法·凱末爾·阿塔圖克的個人崇拜

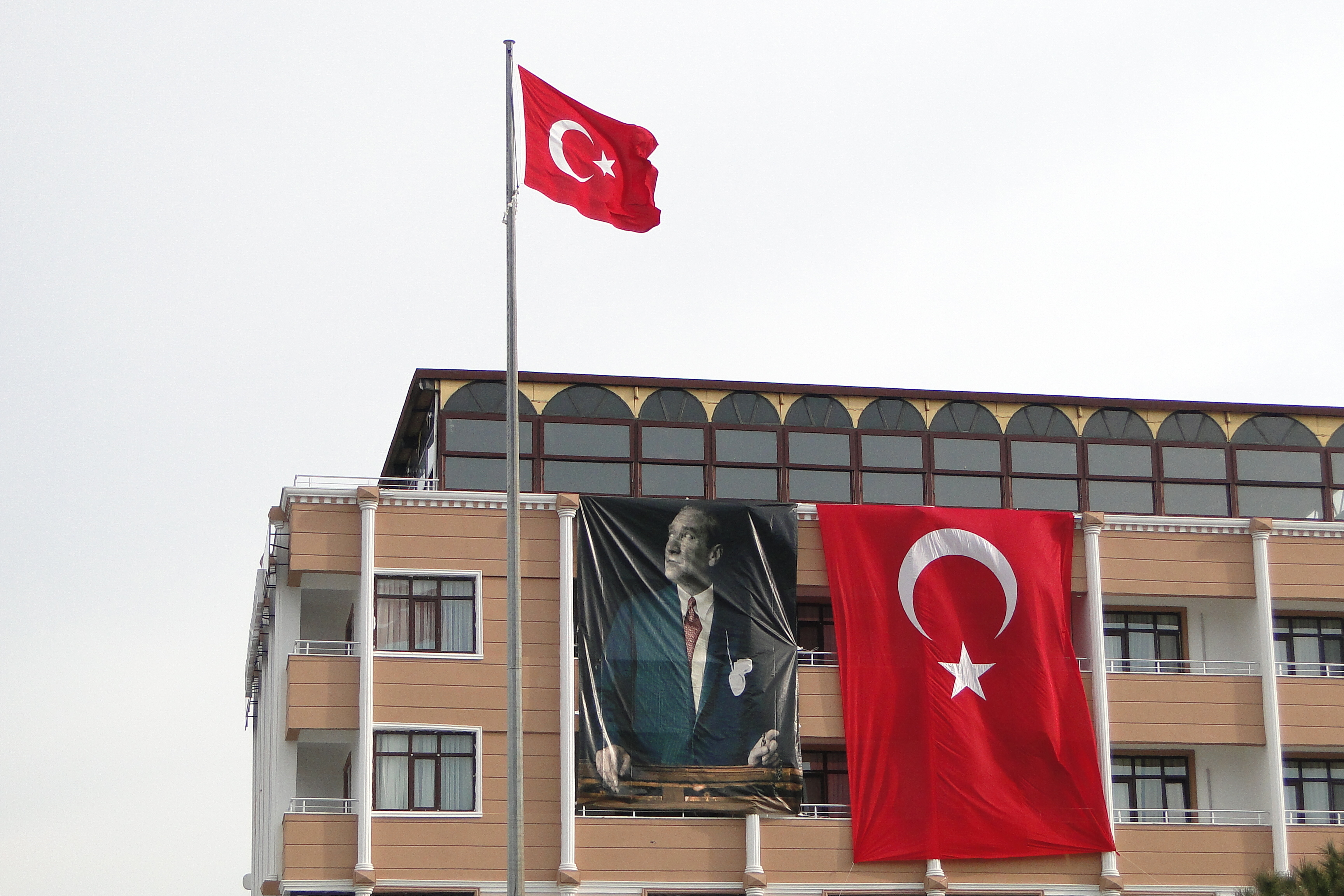
掛有土耳其國旗與阿塔圖克肖像旗的建築外牆

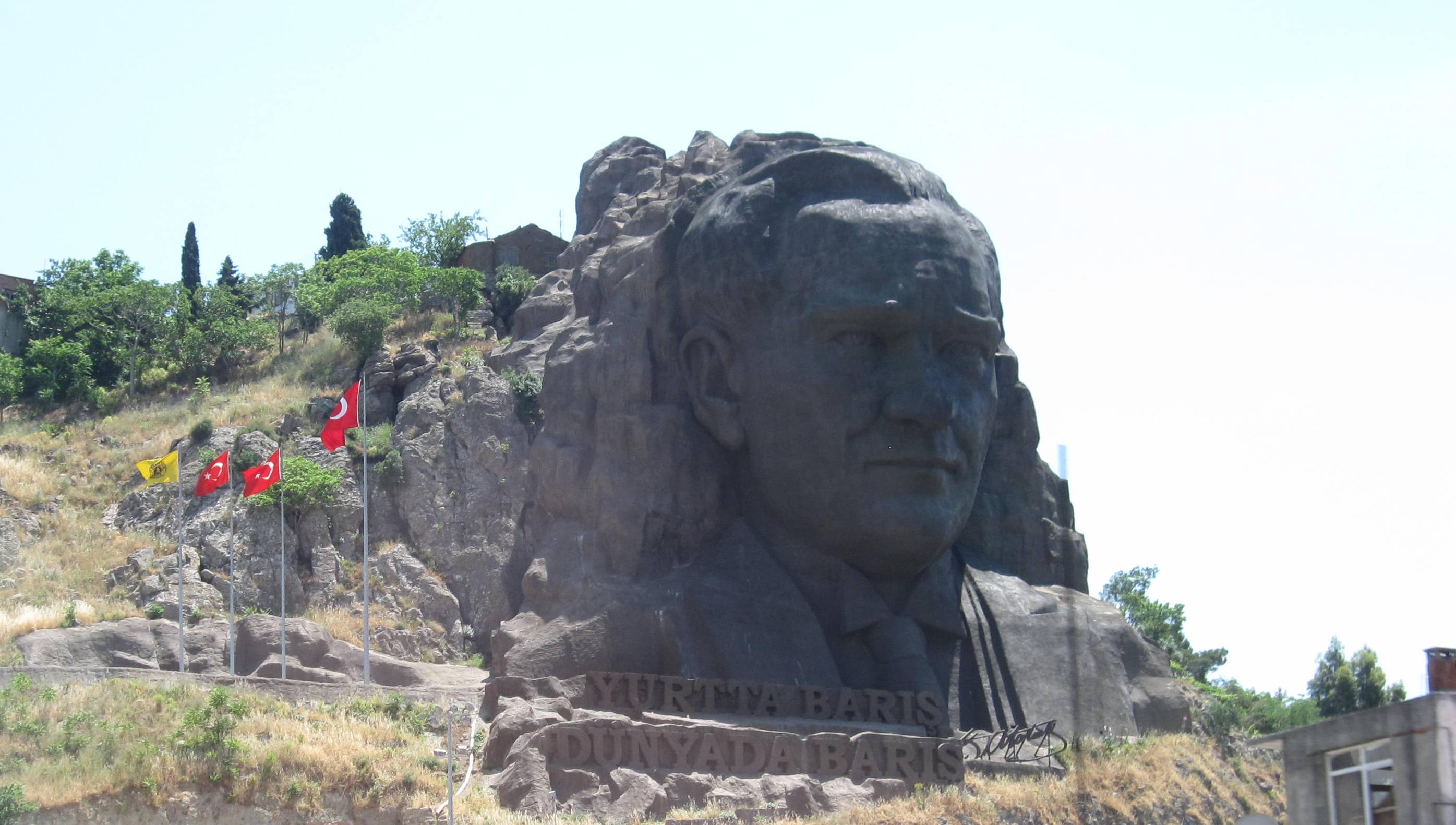
位於伊茲密爾的阿塔圖克頭像之大型雕塑

穆斯塔法·凱末爾·阿塔圖克的個人崇拜始於穆斯塔法·凱末爾·阿塔圖克的一生，在他於1938年去世後，他的繼任者、共和人民黨與反對黨成員皆對他有了個人崇拜，在他本人在世時也出現了有限度的個人崇拜，藉以推廣、鞏固其作為土耳其共和國開國者兼首任總統所推行的社會、政治改革。有人將此等崇拜與蘇聯的個人崇拜相提並論，並被稱為「北韓以外最怪誕的由國家支持的個人崇拜」。儘管土耳其表面上為多黨制國家，但至少有半個世紀的時間，土耳其陸軍一直都是該國的主要政治力量。

## 概述
第一次世界大戰後，鄂圖曼帝國被協約國擊敗並慘遭瓜分，穆斯塔法·凱末爾遂領導土耳其民族運動與希臘、亞美尼亞、法國、英國與其他侵略國進行獨立戰爭。在其領導下，土耳其共和國於1923年正式成立。1934年，土耳其大國民議會授予其「阿塔圖克」（土耳其人之父）之尊稱。相關的頭銜還包括「偉大的領袖」、「永恆的指揮官」、「校長」、「永恆的首領」。

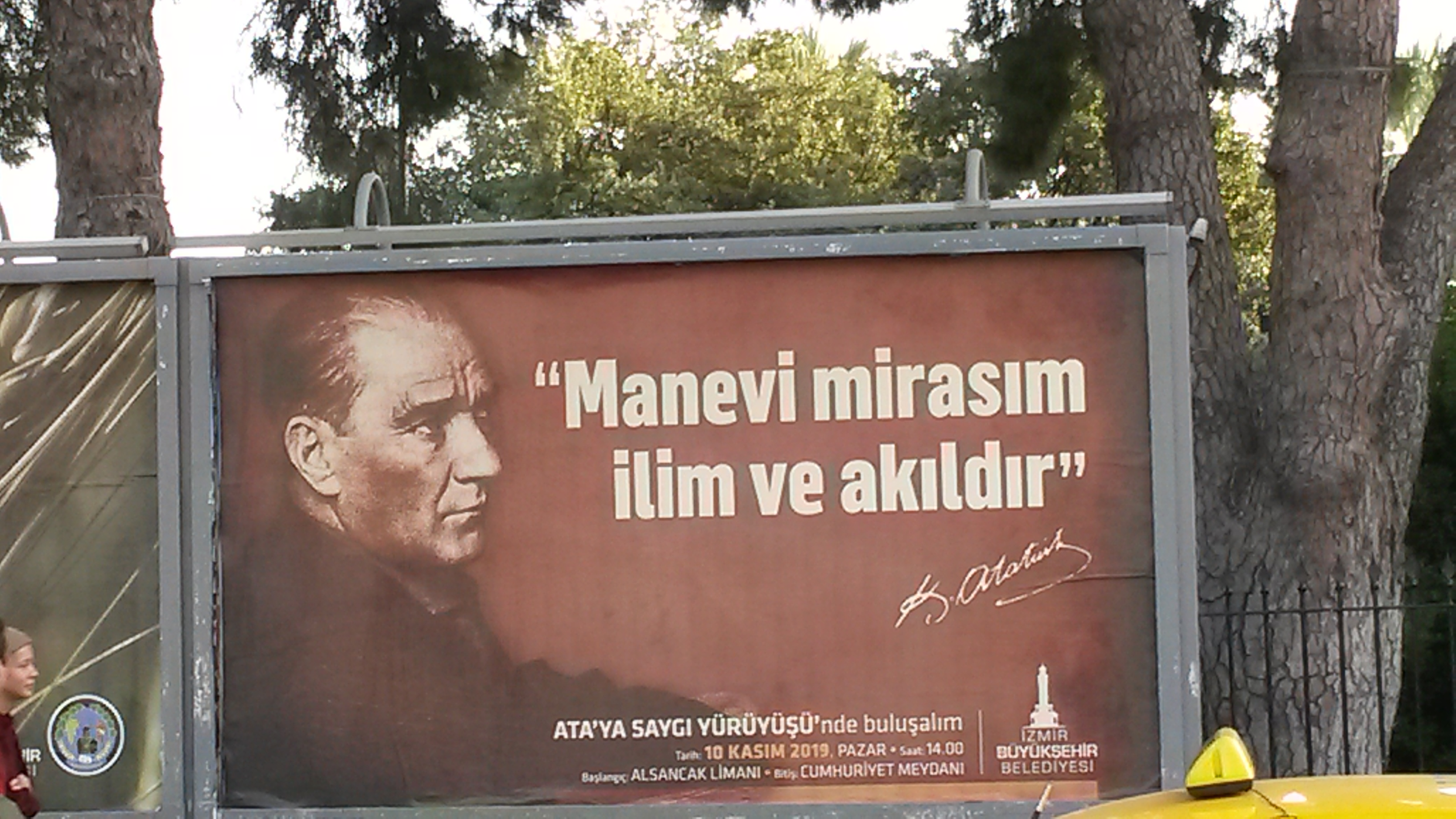
11月10日乃阿塔圖克的忌日，許多土耳其人會參加悼念阿塔圖克之遊行或集會。上面的標語寫了一句名言：「我的道德遺產是科學與理智。」儘管他看起來很「親近科學」，但他實際上信奉了一些諸如土耳其歷史論與太陽語言理論等偽科學與偽歷史理論。

對阿塔圖克的紀念直到21世紀仍然為土耳其政治與社會的重要駔成部分。土耳其幾乎每座城市都有以他的名字命名的街道，在城市廣場、學校與公共辦公場所也常常見到他的雕像，後兩者甚至還有他的肖像。阿塔圖克在1933年的共和國十周年慶典上發表的演講的中使用了該句話：「說我是土耳其人的人是多麼的幸福啊。」隨後這句話在土耳其國內被廣泛使用，人們也經常在他的雕像前看到這句話。儘管在2013-18年期間被刪除，但他仍然是學生必讀誓詞的一部分。該誓言後來在2021年又再次被刪除。
人們有時會把阿塔圖克的個人崇拜與努爾蘇丹·納扎爾巴耶夫與薩帕爾穆拉特·尼亞佐夫等中亞專制統治者的個人崇拜相提並論，但是由於阿塔圖克在土耳其進行了民主與進步的改革，而且他的大部分雕像都是在他去世之後才被建立起來的，兩者之間實際上相差甚大。舉例來說，在1950年代以前，土耳其貨幣上只會有現任總統的頭像，但是時任總理阿德南·曼德列斯為了在政治上打擊競爭對手伊斯麥特·伊諾努，他通過了一項讓已故的阿塔圖克再次成為貨幣上的頭像之法律，並不讓伊諾努的頭像出現在貨幣上。曼德列斯政府雖然反對阿塔圖克的共和人民黨（該黨在議會中乃民主黨的反對黨），但是最終其還是在1953年，在阿塔圖克去世15年後，將後者的遺體遷入陵墓。他還在1951年通過一項法律，將侮辱「阿塔圖克的記憶」定為刑事犯罪。
《經濟學人》在2012年時寫道，對阿塔圖克的個人崇拜「讓這個國家充滿了那位偉人的半身像與肖像」，「土耳其將軍們利用他的名字推翻了四屆政府，絞死了一位總理，並攻擊了共和國的敵人」。根據這份英國周刊報導，「核心伊斯蘭主義藐視阿塔圖克，因為他在1924年廢除哈里發制度，並將虔诚從公共空間中抹除。為此他們造謠稱他到處拈花惹草加酗酒，甚至是個加密猶太人。」
2008年，《國家身分》上的一篇文章上也討論了阿塔圖克在土耳其無處不在的存在：
阿塔圖克的故居存在於充斥著阿塔圖克影子的環境中，他的面孔與言論出現在所有的官方文件、建築物、電視頻道、報紙、校園、硬幣與鈔票上。此外，無論其個人信仰如何，每個土耳其人都生活在一個民族主義成為標準政治話語的一部份之國家，政治家、教師和記者每次都在呼籲民族與阿塔圖克。然而他們並非唯一的受害者，無處不在的阿塔圖克紀念品只能部分歸功於國家的贊助：阿塔圖克的臉經常出現在超市櫃檯後面、理髮店、音像店、書店與銀行海報上，甚至還有掛在汽車後照鏡上的阿塔圖克護身符，以及裝飾衣襟的阿塔圖克別針。即便有土耳其人沒有參加這種自發性紀念活動，他/她也會知道如何「解讀」阿塔圖克的符號世界。 

### 阿塔圖克保護法
1951年7月25日，時任總理阿德南·曼德列斯在阿塔圖克去世13年後通過了土耳其第5816号法律，藉以保護「阿塔圖克的記憶」不會受到任何土耳其公民的冒犯。2011年，因「侮辱阿塔圖克」而被定罪的案件便有48起，最高可以判處三年有期徒刑。該法的解釋相當廣泛，除了上述對阿塔圖克的紀念外，還包括對其遺產的保護。在國內訴訟中，那些質疑官方對共和國最初幾年與阿塔圖克的作用之積極評價的人都被指控。

## 紀念雕像
第一座阿塔圖克雕像是在1926年由奧地利雕塑家海因里希·克里佩爾在伊斯坦堡薩拉基里奧角雕刻而成。如今阿塔圖克的雕像已經遍佈土耳其各地。

### 文獻
- Copeaux, Etienne, ″La transcendance d'Atatürk″, in Mayeur-Jaouen Catherine (ed.), Saints et héros du Moyen-Orient contemporain, Paris, Maisonneuve et Larose, 2002, pp. 121–138.
- Glyptis, Leda. . National Identities (London). December 2008, 10 (4): 353–372. ISSN 1460-8944. S2CID 145591969. doi:10.1080/14608940802271647.
- Mandel, Mike, and Zakari, Chantal, The State of Ata. The Contested Imagery of Power in Turkey, Eighteen Publications, Boston, 2010, 256-xvi p.

## 進一步閱讀
- . Dr. Ceren Şengül. News About Turkey.   [2024-01-06]. （原始内容存档于2024-01-12）.